# Табу
Вижте пояснителната страница за други значения на Табу.
Табу в разговорния език е силна обществена забрана, чието нарушаване обикновено се смята от социума за осъдително или отвратително. Етимологията на думата произлиза от полинезийския език и култура. В действителност първоначалното значение на табуто (произлизащо от антропологичните изследвания) е тип възбрана върху действие, за което се вярва, че е или твърде сакрално, за да бъде извършено от обикновени индивиди, или в другия вариант твърде противно, и в двата случая носи заплаха за свръхестествено наказание. Такива възбрани са налични в почти всички общества. Думата е разширила значението си, за да обозначи в социалните науки строгите възбрани, свързани с която и да е област на човешката дейност или порядки относно неща, които са сакрални или забранени от морална гледна точка и от религиозните вярвания.
Само вождовете и жреците са имали право да налагат табу. Табутата могат да варират от религиозни забрани за докосване на определени предмети, за извършване на определени действия или за произнасяне на определени думи, до приети и в нерелигиозни общности забрани за публично използване на определени думи, жестове и др.
В някои религии се налага табу за храната, пример за това е еврейската кашер-кухня, която забранява смесване на млечни и месни храни и много други правила, които са описани и в Стария Завет (Числа).

## В модерното общество
Много теми, преди възприемани за табута, например от викторианското общество, днес са по-свободно обсъждани и не са обект на строго осъждане, както тогава, а само в някои случаи на цензура.